# Elatostema elongatobracteolatum
Elatostema elongatobracteolatum es una especie de planta del género Elatostema, perteneciente a la familia Urticaceae.

## Taxonomía
Elatostema elongatobracteolatum fue descrita por Shao Shun Ying en 2024.

## Distribución
Se encuentra en el territorio de Taiwán.